# Кубок Іспанії з футболу 1932
Кубок Іспанії з футболу 1932 — 32-й розіграш кубкового футбольного турніру в Іспанії. Титул втретє поспіль здобув Атлетік (Більбао). 

## Календар
| Раунд        | Дата                                           | Матчі | Клуби   |
| ------------ | ---------------------------------------------- | ----- | ------- |
| Перший раунд | 10/14-17 квітня/ 19 квітня 1932 (перегравання) | 24+2  | 28 → 16 |
| 1/8 фіналу   | 8/14-15 травня/ 16 травня 1932 (перегравання)  | 16+1  | 16 → 8  |
| 1/4 фіналу   | 22/29 травня 1932                              | 8     | 8 → 4   |
| 1/2 фіналу   | 5/12 червня 1932                               | 4     | 4 → 2   |
| Фінал        | 19 червня 1932                                 | 1     | 2 → 1   |

## Перший раунд
| Команда 1            | Заг. | Команда 2              | 1-й матч | 2-й матч |
| -------------------- | ---- | ---------------------- | -------- | -------- |
| 10/14 квітня 1932    |      |                        |          |          |
| Сельта               | 22:0 | Дон Беніто             | 9:0      | 13:0     |
| 10/17 квітня 1932    |      |                        |          |          |
| Атлетіко (Мадрид)    | 2:2  | КД Логроньйо           | 1:0      | 1:2      |
| Севілья              | 3:4  | Доностія               | 3:2      | 0:2      |
| Хупітер              | 3:7  | Насьйональ де Мадрид   | 2:1      | 1:6      |
| Депортіво Алавес     | 4:2  | Осасуна                | 3:1      | 1:1      |
| Расінг (Сантандер)   | 4:6  | Депортіво (Ла-Корунья) | 4:1      | 0:5      |
| Тенерифе             | 2:5  | Реал Бетіс             | 1:1      | 1:4      |
| Вальядолід Депортіво | 2:3  | Валенсія               | 1:1      | 1:2      |
| Ов'єдо               | 2:2  | Аренас Клуб Гечо       | 2:0      | 0:2      |
| Імперіал             | 3:8  | Спортінг (Хіхон)       | 0:3      | 3:5      |
| Кастельйон           | 5:3  | Мурсія                 | 3:0      | 2:3      |
| Мальорка             | 2:9  | Еспаньйол              | 1:1      | 1:8      |

Перегравання
| Команда 1         | Рахунок | Команда 2        |
| ----------------- | ------- | ---------------- |
| 19 квітня 1932    |         |                  |
| Атлетіко (Мадрид) | 1:0     | КД Логроньйо     |
| Ов'єдо            | 2:4     | Аренас Клуб Гечо |

## 1/8 фіналу
| Команда 1              | Заг. | Команда 2         | 1-й матч | 2-й матч |
| ---------------------- | ---- | ----------------- | -------- | -------- |
| 8/14 травня 1932       |      |                   |          |          |
| Депортіво Алавес       | 7:7  | Атлетіко (Мадрид) | 7:1      | 0:6      |
| 8/15 травня 1932       |      |                   |          |          |
| Насьйональ де Мадрид   | 2:3  | Сельта            | 2:1      | 0:2      |
| Депортіво (Ла-Корунья) | 3:2  | Мадрид            | 2:0      | 1:2      |
| Уніон Клуб             | 2:6  | Атлетік (Більбао) | 1:2      | 1:4      |
| Кастельйон             | 3:11 | Доностія          | 2:3      | 1:8      |
| Барселона              | 5:2  | Валенсія          | 2:0      | 3:2      |
| Аренас Клуб Гечо       | 3:5  | Спортінг (Хіхон)  | 2:3      | 1:2      |
| Реал Бетіс             | 2:4  | Еспаньйол         | 2:1      | 0:3      |

Перегравання
| Команда 1        | Рахунок | Команда 2         |
| ---------------- | ------- | ----------------- |
| 16 травня 1932   |         |                   |
| Депортіво Алавес | 3:1     | Атлетіко (Мадрид) |

## 1/4 фіналу
| Команда 1              | Заг. | Команда 2        | 1-й матч | 2-й матч |
| ---------------------- | ---- | ---------------- | -------- | -------- |
| 22/29 травня 1932      |      |                  |          |          |
| Атлетік (Більбао)      | 5:2  | Депортіво Алавес | 2:0      | 3:2      |
| Спортінг (Хіхон)       | 0:3  | Сельта           | 0:0      | 0:3      |
| Барселона              | 2:1  | Доностія         | 1:0      | 1:1      |
| Депортіво (Ла-Корунья) | 3:9  | Еспаньйол        | 3:3      | 0:6      |

## 1/2 фіналу
| Команда 1         | Заг. | Команда 2 | 1-й матч | 2-й матч |
| ----------------- | ---- | --------- | -------- | -------- |
| 5/12 червня 1932  |      |           |          |          |
| Атлетік (Більбао) | 12:1 | Еспаньйол | 8:1      | 4:0      |
| Барселона         | 4:2  | Сельта    | 3:0      | 1:2      |

## Фінал
| 19 червня 1932 |

| Атлетік (Більбао) | 1:0      | Барселона |
| ----------------- | -------- | --------- |
| Бата 55'          | Протокол |           |

| Нуево Чамартин, Мадрид Глядачів: 25 000 Арбітр: Педро Ескартін |